# Abrocoma
Abrocoma är ett släkte av däggdjur som ingår i familjen chinchillaråttor.

## Beskrivning
Kroppslängden (huvud och bål) varierar mellan 17,5 cm lång (Abrocoma boliviensis) och 19,5 till 25 cm (Abrocoma bennettii). Den större arten väger 220 till 300 g. Vid bakfoten är de mellersta tårna täckta av hår. De används för att gräva och för pälsvårdnaden.
Levnadssättet är inte känt för alla arter men det antas att de har liknande beteende. De bildar mindre flockar med cirka 6 medlemmar och äter olika växtdelar som unga växtskott eller bark, kvistar och blad från buskar. Honor av Abrocoma cinerea har 1 eller 2 ungar per kull och av Abrocoma bennettii 4 till 6 ungar. Dräktigheten varar cirka 115 dagar. I fångenskap kan dessa gnagare leva lite över två år. En känd fiende i Anderna är Magellanräven (Lycalopex culpaeus).

## Systematik
Familjen chinchillaråttor utgörs av släktena Abrocoma och Cuscomys.
Kladogram enligt Catalogue of Life:
| Abrocoma | \| \| Abrocoma bennettii \| \| \| \| \| \| Abrocoma boliviensis \| \| \| \| \| \| Abrocoma cinerea \| \| \| \| |
|          | \| \| Abrocoma bennettii \| \| \| \| \| \| Abrocoma boliviensis \| \| \| \| \| \| Abrocoma cinerea \| \| \| \| |
|          | Abrocoma bennettii                                                                                             |
|          | |
|          | Abrocoma boliviensis                                                                                           |
|          | |
|          | Abrocoma cinerea                                                                                               |
|          | |

Wilson & Reeder (2005) listar ytterligare fem arter till släktet.
- Abrocoma budini
- Abrocoma famatina
- Abrocoma shistacea
- Abrocoma uspallata
- Abrocoma vaccarum

## Status
Arterna jagas för köttets och pälsens skull. De hotas även av skogsavverkningar. IUCN listar åtta arter och av dessa bedöms Abrocoma boliviensis som akut hotad (CR), Abrocoma bennettii och Abrocoma cinerea som livskraftig (LC) och alla andra listas med kunskapsbrist (DD).